# Brandon (Manitoba)
Pour les articles homonymes, voir Brandon.
Brandon est une ville canadienne du Sud-Ouest du Manitoba, souvent surnommée « Wheat City » (« la ville du blé ») à cause de l'importance de son industrie céréalière. Elle est par la population la deuxième ville de la province, après Winnipeg : au recensement de 2011, on y a dénombré 46 061 habitants tandis que sa région métropolitaine en compte 53 229.

## Histoire

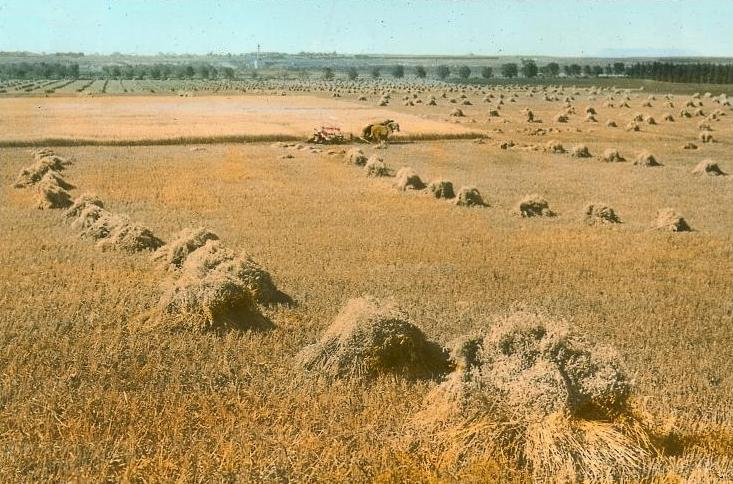
Coupe de l'avoine, Brandon, Manitoba.

D'abord jonction majeure entre la voie ferrée du Canadien Pacifique et la rivière Assiniboine à sa fondation en 1882, la ville est devenue un centre important de services pour la région agricole avoisinante.
Un navire de défense côtière, le NCSM Brandon (MM 710), porte son nom.
|  |

## Climat
| Mois                                  | jan.       | fév.       | mars       | avril      | mai        | juin      | jui.      | août      | sep.       | oct.       | nov.       | déc.      | année          |
| ------------------------------------- | ---------- | ---------- | ---------- | ---------- | ---------- | --------- | --------- | --------- | ---------- | ---------- | ---------- | --------- | -------------- |
| Température minimale moyenne (°C)     | −22,4      | −19,2      | −11,4      | −2,3       | 4          | 9,9       | 12,3      | 10,8      | 5          | −1,8       | −10,5      | −19,1     | −3,7           |
| Température moyenne (°C)              | −16,5      | −13,2      | −5,9       | 4,5        | 11,4       | 16,6      | 19,2      | 18,2      | 12,2       | 4,6        | −5,4       | −13,6     | 2,7            |
| Température maximale moyenne (°C)     | −10,5      | −7,1       | −0,3       | 11,2       | 18,7       | 23,3      | 26        | 25,6      | 19,3       | 10,9       | −0,3       | −8,1      | 9,1            |
| Record de froid (°C) date du record   | −46,1 1916 | −46,7 1893 | −43,9 1962 | −27,8 1975 | −13,9 1891 | −3,9 1969 | 0 1917    | −3,3 1915 | −11,7 1894 | −26,5 1991 | −40,6 1896 | −43 1990  | −46,7 1/2/1893 |
| Record de chaleur (°C) date du record | 8,3 1973   | 15 1988    | 25,6 1910  | 36 1980    | 38,5 1980  | 42,2 1931 | 43,3 1936 | 41,1 1893 | 37,8 1906  | 32,5 1992  | 22,2 1965  | 14,4 1939 | 43,3 11/7/1936 |
| Ensoleillement (h)                    | 99,3       | 131,3      | 180,2      | 234,6      | 272,7      | 271,9     | 306,6     | 300       | 210,6      | 163,5      | 96,3       | 91,6      | 2 358,5        |
| Précipitations (mm)                   | 17,9       | 13,1       | 24,7       | 24,9       | 56,5       | 79,6      | 68,2      | 65,5      | 41,9       | 29,3       | 18,9       | 21,3      | 461,7          |
| dont neige (cm)                       | 17,6       | 11,9       | 16,9       | 8,4        | 4,5        | 0         | 0         | 0         | 0,3        | 5,7        | 15,1       | 20,4      | 100,8          |
| Nombre de jours avec précipitations   | 8,5        | 6,5        | 7          | 5,5        | 8,5        | 11,4      | 8,9       | 8,7       | 7          | 6,7        | 6,6        | 8,3       | 93,7           |
| Nombre de jours avec neige            | 8,5        | 6,1        | 5,7        | 2,3        | 0,67       | 0         | 0         | 0         | 0,11       | 1,8        | 5,7        | 8         | 38,8           |

| Diagramme climatique                                  |               |               |              |           |             |            |              |           |              |               |               |
| J                                                     | F             | M             | A            | M         | J           | J          | A            | S         | O            | N             | D             |
| −10,5−22,417,9                                        | −7,1−19,213,1 | −0,3−11,424,7 | 11,2−2,324,9 | 18,7456,5 | 23,39,979,6 | 2612,368,2 | 25,610,865,5 | 19,3541,9 | 10,9−1,829,3 | −0,3−10,518,9 | −8,1−19,121,3 |
| Moyennes : • Temp. maxi et mini °C • Précipitation mm |               |               |              |           |             |            |              |           |              |               |               |

## Radio
- 91.1 FM - CKXL-FM
- 92.7 FM - CBWS-FM
- 94.7 FM - CKLF-FM
- 96.1 FM - CKX-FM
- 97.9 FM - CBWV-FM
- 99.5 FM - CKSB (AM)

## Personnalités
- Turk Broda (1914 - 1972), ancien gardien de but professionnel de hockey sur glace.
- Glen Hanlon (1957 - ), ancien joueur de hockey sur glace professionnel.
- James Ehnes (1976 - ), violoniste.
- Ron Hextall (1964 - ), ancien gardien de but de la Ligue nationale de hockey.
- Sheldon Kennedy (1969 - ), ancien joueur de la Ligue nationale de hockey (LNH).
- Ken Wregget (1964 - ), ancien joueur professionnel canadien de hockey sur glace.
- Amanda Stott (1982-), chanteuse country.
- Matt Calvert (1989-), hockeyeur professionnel.

## Démographie
| 2001   | 2006   | 2011   | 2016   |
| ------ | ------ | ------ | ------ |
| 39 716 | 41 511 | 46 061 | 48 859 |